# Theodor Nag
Theodor Henriksen Nag (Strand, Rogaland, 1 d'octubre de 1890 - Stavanger, Rogaland, 2 de setembre de 1959) va ser un remer noruec que va competir a començaments del segle xx. Era germà del també remer Karl Nag.
El 1920 va prendre part en els Jocs Olímpics d'Anvers, on guanyà la medalla de bronze en la competició del vuit amb timoner del programa de rem.